# Freedom (Journey)
Freedom è il quindicesimo album in studio del gruppo musicale statunitense Journey, pubblicato l'8 luglio 2022.

## Tracce
1. Together We Run – 4:49
2. Don't Give Up on Us – 5:23 (Neal Schon, Jonathan Cain, Narada Michael Walden)
3. Still Believe in Love
4. You Got the Best of Me – 5:33 (Schon, Cain, Walden)
5. Live to Love Again – 5:30
6. The Way We Used to Be – 3:35 (Schon, Cain, Walden)
7. Come Away with Me – 4:02
8. After Glow – 5:22
9. Let It Rain – 4:40 (Schon, Cain, Walden)
10. Holdin' On – 3:14
11. All Day, All Night – 3:38
12. Don't Go – 4:58
13. United We Stand – 5:05
14. Life Rolls On – 4:57
15. Beautiful as You Are – 7:10

## Formazione
Journey
- Neal Schon – chitarre, tastiere addizionali, cori
- Jonathan Cain – tastiere, cori
- Arnel Pineda – voce
- Narada Michael Walden – batteria, cori
- Randy Jackson – basso, cori
- Jason Derlatka – tastiere, cori
- Deen Castronovo – batteria, cori, voce in After Glow

Produzione
- Neal Schon, Jonathan Cain, Narada Michael Walden – produzione
- Bob Clearmountain, Adam Ayan, Jim Reitzel, Keith Gretlein, David Kalmusky – ingegneria del suono

## Classifiche
| Classifica (2022) | Posizione massima |
| ----------------- | ----------------- |
| Svizzera          | 2                 |